# Sulfuration (chimie)
En chimie, la sulfuration est la réaction permettant d'introduire un ion  sulfure dans une molécule ou un matériau. Ce procédé est largement utilisé pour convertir les oxydes en sulfures, mais tient aussi de la gestion de la corrosion et de la modification de surface.
Une des applications industrielles majeures de la sulfuration est la conversion des oxydes de molybdène en leurs sulfures correspondants. Cette conversion est une étape dans la  préparation de catalyseurs pour l'hydrodésulfuration où de l'alumine imprégnée de sels de molybdate est convertie en disulfure de molybdène par l'action du sulfure d'hydrogène.
En chimie des composés organosulfurés, la sulfuration est souvent appelée « thiation ». On peut citer notamment parmi les réactions utilisant une thiation la conversion des amides en thioamide. Un réactif typiquement utilisé pour ce genre de réaction est le  pentasulfure de phosphore (P4S10) :
4 RC(O)NH2  +  P4S10   →  4 RC(S)NH2  +  P4S6O4
Cette réaction ne comporte aucune composante rédox.